# Sylwester Stankiewicz
Sylwester Stankiewicz (ur. 31 grudnia 1866, zm. 11 marca 1919 w Taganrogu) – Polak, generał porucznik Armii Imperium Rosyjskiego.

## Życiorys
W 1888 roku rozpoczął służbę w rosyjskiej armii. Trzy lata później został oficerem. Absolwent Kijowskiej Szkoły Junkrów Piechoty. W latach 1900–1901, jako porucznik 12 Wschodniosyberyjskiego Pułku Strzelców wziął udział w stłumieniu powstania bokserów w Chinach. W latach 1904–1905 walczył na wojnie rosyjsko-japońskiej. Od 1 lipca do 8 listopada 1914 dowodził 14 Pułkiem Strzelców generała feldmarszałka Josifa Hurko. Następnie dowodził I Brygadą w 4 Dywizji Strzelców.
10 stycznia 1918 gen. Dmitrij Szczerbaczew, dowódca Frontu Rumuńskiego, na wniosek Komitetu Wykonawczego Związku Wojskowych Polaków Frontu Rumuńskiego, wyznaczył go na stanowisko dowódcy II Korpusu Polskiego (dowódcą 4 Dywizji Strzelców Polskich mianowany został gen. mjr Władysław Glass).
Wacław Lipiński zarzucił obu generałom niewykorzystanie szansy na liczebne wzmocnienie korpusu w okresie demobilizacji armii rosyjskiej. Zdanie to podzielił Mieczysław Wrzosek uznając ich za nieporadnych i pozbawionych zdolności organizatorskich. W tym samym czasie Rumunia pokonana przez państwa centralne została zobowiązana do rozbrojenia wszystkich obcych formacji wojskowych stacjonujących na jej terytorium, w tym na przyłączonym obszarze Besarabii. Komitet Wykonawczy Związku Wojskowych Polaków Frontu Rumuńskiego podjął decyzję o przeniesieniu korpusu na wschód. Z decyzją komitetu nie zgodzili się generałowie Stankiewicz i Glass, którzy „uważali, że korpus jest w tym celu stworzony, by umożliwić zbiorowy powrót żołnierzy do domów”, lecz nie zajęli jednoznacznego stanowiska i pozostawili żołnierzom swobodę w podjęciu decyzji. Niejednoznaczna postawa generałów spotkała się ze sprzeciwem żołnierzy przede wszystkim z II Brygady Legionów. 15 marca tego roku Komitet Wykonawczy ZWP FR został zastąpiony przez Radę Naczelną II Korpusu Polskiego. 28 marca Rada Naczelna usunęła generałów Stankiewicza i Glassa z zajmowanych stanowisk.
Następnie podjął służbę w Armii Ochotniczej Antona Denikina. Dowodził oddziałem swego imienia, którego stan bojowy wynosił 2-3 tys. bagnetów i szabel oraz 4 działa. W styczniu 1918 jego oddział podporządkowany został gen. Piotrowi Wranglowi. Zmarł na tyfus.